# Heartland rock
El Heartland rock és un gènere de música rock caracteritzat per un estil musical senzill, sovint d'estil roots, sovint centrat en treballadors de coll blau, i la convicció que la música rock té un propòsit social o comunitari més enllà de l'entreteniment.
El gènere és exemplificat pels cantautors Tom Petty, Bob Seger, Bruce Springsteen i John Mellencamp i artistes de música country, com Steve Earle i Joe Ely. El gènere es va desenvolupar a la dècada de 1970 i va assolir el seu punt àlgid comercial als anys 80 quan es va convertir en un dels gèneres més venuts als Estats Units. A la dècada de 1990, molts dels grups establerts es van esvair i el gènere va començar a fragmentar-se, però les grans figures han continuat gravant amb èxit comercial.

## Característiques

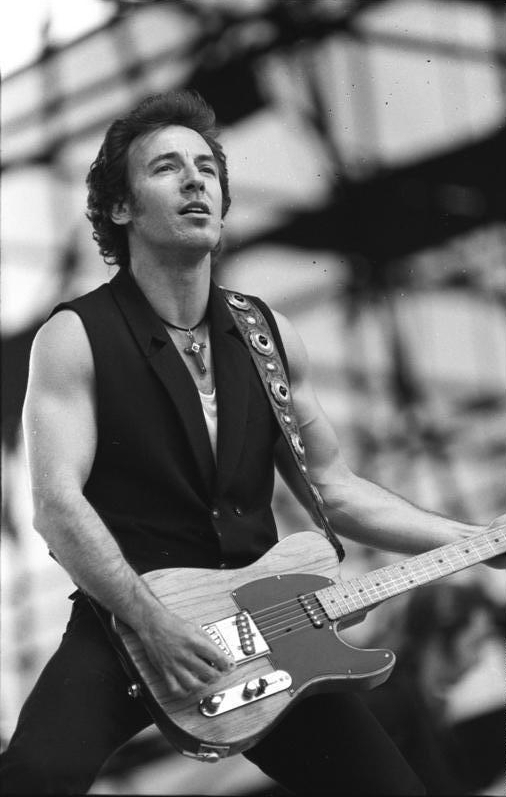
Bruce Springsteen, el cantant de més èxit comercial en el gènere del heartland rock, actuant a Berlín Est el 1988

El terme heartland rock no es va encunyar per descriure un gènere clar fins a la dècada de 1980. Pel que fa a l'estil, sovint utilitza rock and roll senzill, de vegades amb elements d'Americana amb una formació bàsica de rhythm and blues de bateria, teclats i instruments ocasionals de la secció de trompa com un saxo. No obstant això, aquesta definició comuna pot representar una simplificació excessiva donat que Born in the U.S.A. de Bruce Springsteen va fer un gran ús dels sintetitzadors, sobretot en els exitosos senzills "Dancing in the Dark", "Glory Days" i la cançó que dona nom al disc. Les lletres sovint es presenten amb un estil aspre i sense polir, que afegeix una sensació d'autenticitat. El gènere va estar més influenciat pel country nord-americà, el folk, el rock de garatge dels anys 60, els Rolling Stones, Bob Dylan i grups de folk-rock com Hank Williams, Woody Guthrie, Creedence Clearwater Revival i the Byrds.
Els versos de les cançons de rock de Heartland sovint expliquen històries. En algunes cançons, aquestes històries parlen de persones que estan passant moments difícils; els cors solen tenir un to d'himne. El gènere s'associa a les regions de la classe treballadora de l'Oest Mitjà i del Rust Belt. S'ha caracteritzat com un gènere predominantment romàntic, que celebra els "carrers i terrats urbans", i els seus temes principals inclouen l'alienació, la desesperació, "l'atur, la decadència de les ciutats petites, la desil·lusió, les oportunitats limitades i la nostàlgia amarga".

## Història

### Orígens
Molts dels principals artistes de heartland rock van començar la seva carrera als anys seixanta, com amb Bob Seger, o els anys setanta, com amb Springsteen i Tom Petty and the Heartbreakers; Springsteen, després de dos àlbums molt apreciats per la crítica però que van vendre modestament amb la E Street Band, va aconseguir el seu gran avenç el 1975 amb Born to Run, que presentava històries de pèrdua, traïció, derrota i fugida en el context de la costa de la seva Nova Jersey natal, amb cançons influenciades pel rock and roll dels anys 50, de Dylan i el mur de so de Phil Spector. Mentre Springsteen lluitava durant tres anys amb disputes legals, altres artistes de la mateixa línia van sortir al primer pla. Aquests artistes incloïen Bob Seger and the Silver Bullet Band, Tom Petty and the Heartbreakers, i els altres residents de la costa de Jersey com Southside Johnny and the Asbury Jukes.
El 1978, Springsteen va tornar amb Darkness on the Edge of Town, que va arribar al top ten dels EUA i a continuació amb l'àlbum número u The River (1980), que va continuar amb els temes de la dissolució econòmica i personal, va produir una sèrie de singles d'èxit, i s'ha vist com "posant en marxa el carro del heartland rock", juntament amb el so despullat i els temes més foscos del seu següent àlbum Nebraska (1982).

### Cim

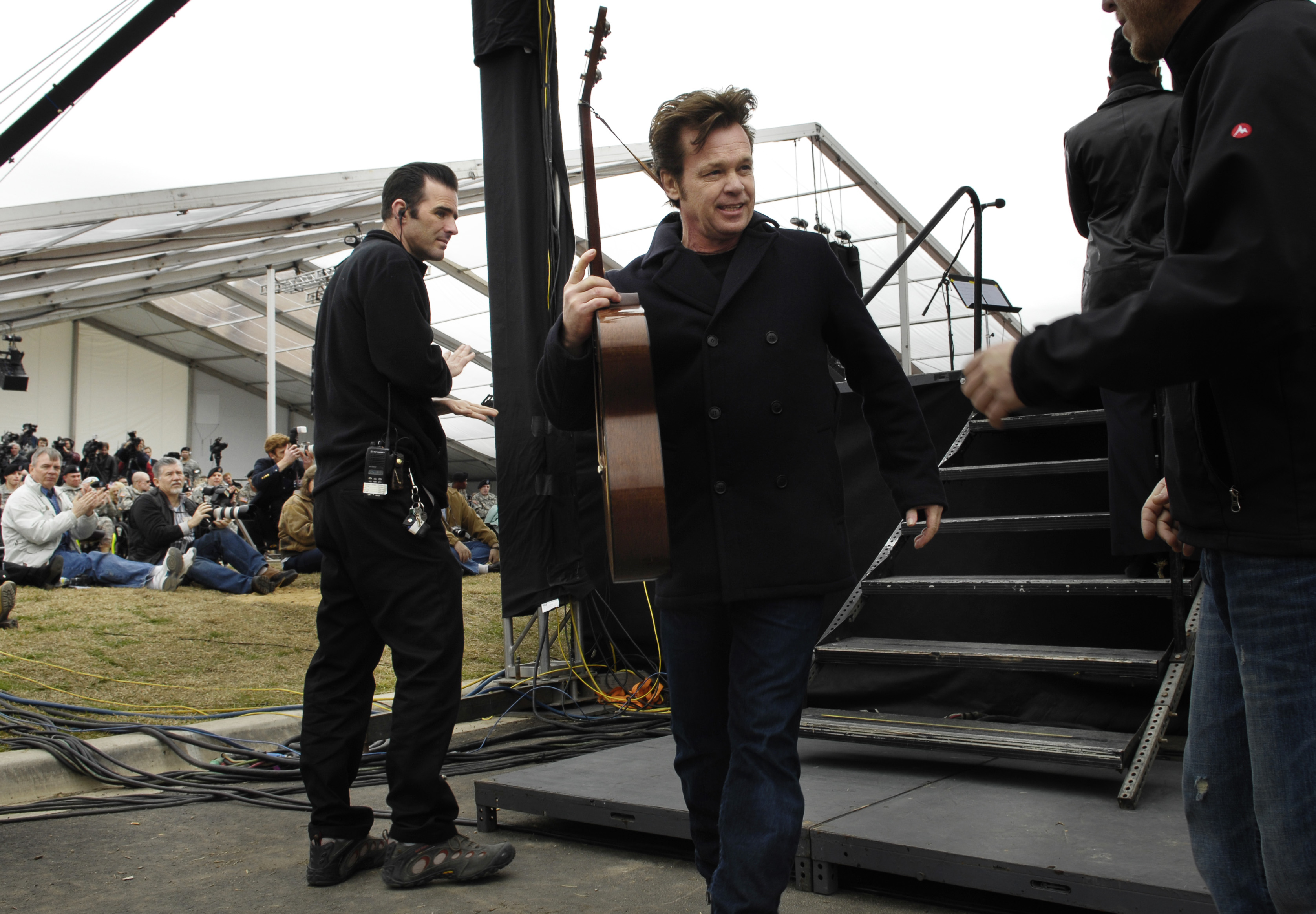
John Mellencamp, mostrat el 2007, entre els més reeixits de la "segona generació" d'actes del gènere

El gènere va assolir el seu punt àlgid comercial amb Born in the USA de Springsteen el 1984. La dècada de 1980 va veure l'arribada de nous artistes com John Mellencamp, Bruce Hornsby & the Range, Iron City Houserockers, John Hiatt, Lucinda Williams, i BoDeans. Diversos artistes de música d'arrel i música country com Steve Earle, The Tractors, The Hot Club of Cowtown i Joe Ely també es van associar amb el gènere.
La primera artista femenina significativa del gènere va ser Melissa Etheridge, l'àlbum de debut homònim de la qual publicat el 1988 va originar comparacions crítiques entre Springsteen i Mellencamp.

### Declivi
A la dècada de 1990, molts artistes que havien estat rockers heartland durant la dècada de 1980 van optar per dedicar-se al gènere recentment sorgit de l'Americana, i el heartland rock es va reduir a uns quants artistes incondicionals.

## Influència i llegat

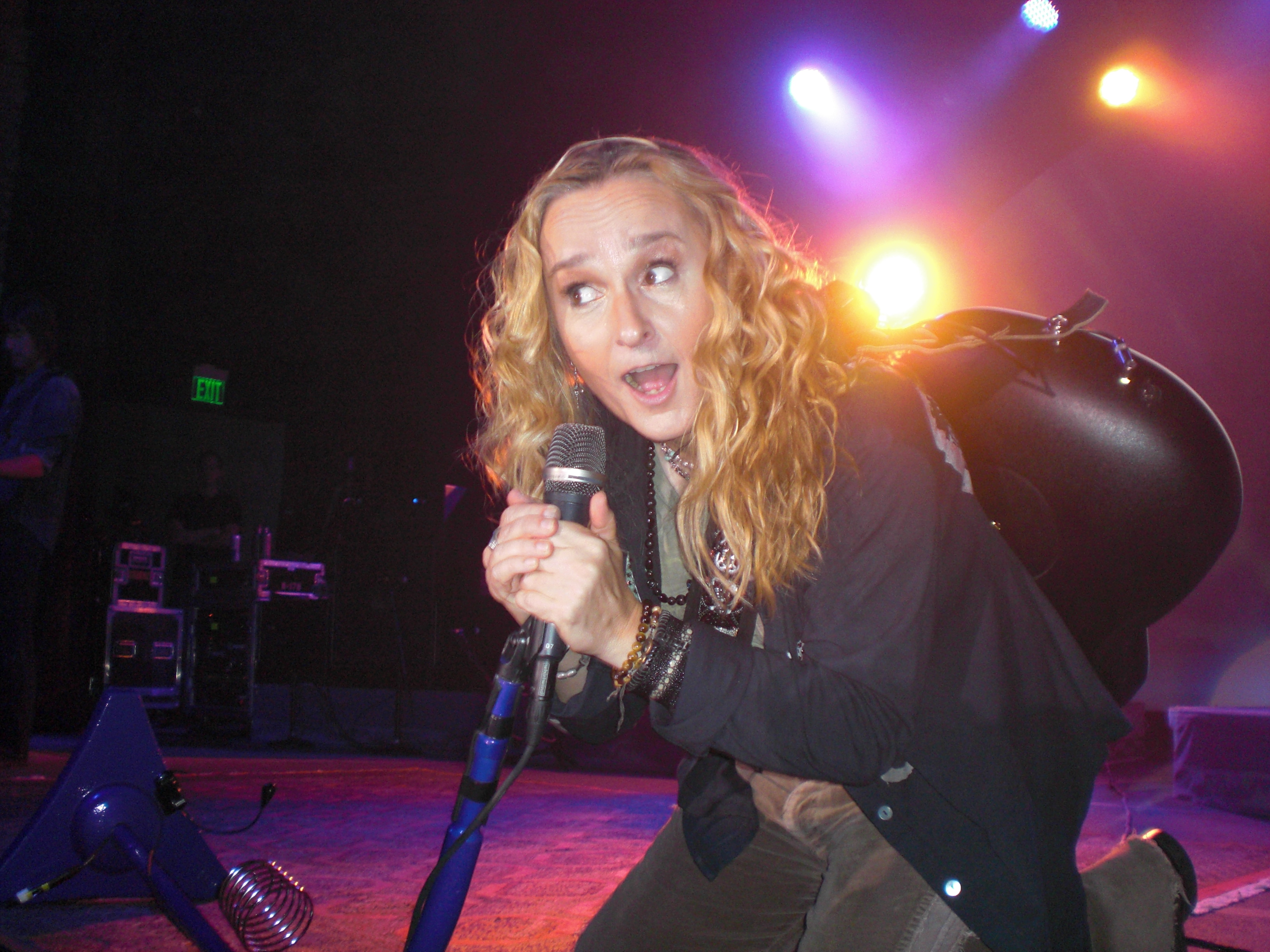
Melissa Etheridge, la primera figura femenina significativa del gènere, actuant en directe el 2010

El rock de Heartland es pot escoltar com una influència en artistes tan diversos com Billy Joel i Kid Rock, que van gravar un duet amb Seger per a l'àlbum Face the Promise d'aquest últim. L'èxit de Kid Rock del 2008, "All Summer Long", es va inspirar en el clàssic "Night Moves" de Seger, així com en "Sweet Home Alabama" de Lynyrd Skynyrd i "Werewolves of London" de Warren Zevon. El crític musical Anthony DeCurtis va escriure que a Rock n Roll Jesus, el rock "estén la tradició de Seger-Mellencamp del rock del cor". Les bandes de rock indie nord-americans The Killers, the Menzingers i War on Drugs s'han associat amb el gènere.
La banda britànica Dire Straits i el cantautor anglès Sam Fender han establert la seva "versió britànica" del gènere heartland rock.